# 우크라이나 인터넷당
우크라이나 인터넷당(우크라이나어: Інтернет Партія України)은 2007년 창설하고 2010년 4월에 등록한 우크라이나의 정당이다. 중앙 당사는 우크라이나 오데사 폰탄스카야 가 65062번지 69A 빌딩이다.

## 역사
드미트로 고루보우가 처음으로 세계 최초의 인터넷 정당을 설립하는 데 주도했으며, 슬로건은 "관료들에 대항한 전자 정부" 및 "우크라이나의 전자정부화"이다.
이 정당은 2006년 ~ 2007년에 해킹 전문가 드미트로 고루보우가 창설했다. 2009년 3월 1일 오데사 "마놀리아" 호텔에서 열린 창립 회의를 열면서 정당의 공식적인 회의가 열렸다.
우크라이나 지지자 연합의 부회장인 페트로 보이코와 무에타이 슈퍼헤비급 월드챔피언인 데니스 그리고레프 또한 창립 회원으로 있었다.
2012년 우크라이나 총선에서 이 정당은 1개 의회 의석에 참가했다. 그러나, 한개 의석을 놓쳐 의회에 참여할 수 없었다. 2014년 우크라이나 대통령 선거에서는 다스 베이더를 대통령 후보로 지목했다. 하지만 후보자의 실제 신원을 확인할 수 없기에 선거위원회는 후보 등재를 거부했다.
다스 베이더라 이름붙여진 사람은 5월 25일 2014년 키이우 시장 선거 및 오데사 지방 선거에도 동시에 출마했다. 직후 열린 2014년 우크라이나 총선에서도 인터넷당은 다스 베이더 외에도 《스타워즈》 세계관에 등장하는 다른 캐릭터인 츄바카, 파드메 아미달라, 요다 등도 소선거구 선거에 후보로 등록했다. 하지만 인터넷당은 비례명부 투표에서 0.36%의 지지율로 선거법에 명시된 5%의 봉쇄조항을 돌파하지 못했고 소선거구 선거에서도 전원 낙선했다. 당대표인 고루보우는 오데사 제136선거구에서 페트로 포로셴코 블록 후보로 출마해 당선되었다.
2019년 우크라이나 총선에서는 오데사 제95선거구에 1명의 후보를 내놓았으나, 0.15%, 133표의 지지율로 낙선했다. 고루보우는 제136선거구에서 무소속 후보로 출마했으나 40.92%의 지지율로 47.08%의 지지율을 받은 인민의 종 소속 올렉산드르 호레니우크 후보에 밀려 낙선했다.

## 목적
우크라이나에서 정치 권력이 매력적인 투자 환경을 조성하고, 경제 발전 및 새로운 기술의 도달시키는 경향이 있으며, 그 목적은 다음과 같다.
- 국가 전체를 전산화
- 부정적인 의미에서 관료를 폐지
- 서류에서 디지털 미디어로 바꿈
- 우크라이나의 모든 국민을 위한 무료 컴퓨터 강의 및 외국어 강의
- 납세종류는 98가지이지만 7가지를 내림
- 소득세를 25%로 단일화
- 부가가치세 폐지
- 우크라이나 내에서 유전자 변형 생물(GMO) 제품 판매 엄금
- 우크라이나의 역외 구역 설립
- 국제자금세탁방지기구 탈퇴